# Abraham Tiktin

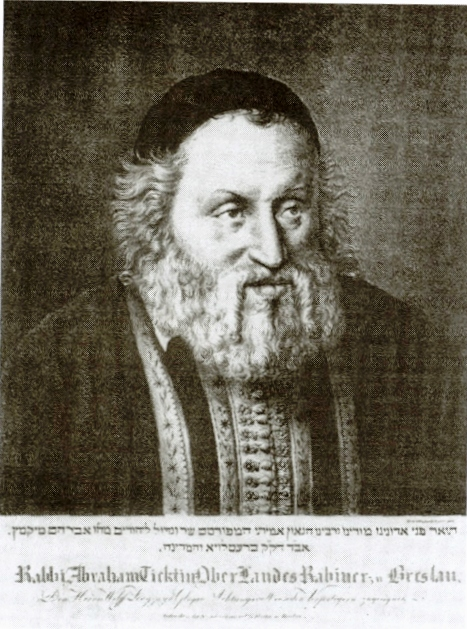
August Henschel: Porträt des Rabbi Abraham Ticktin, Oberlandesrabbiner in Breslau

Abraham Tiktin (mit vollem Namen Abraham ben Gedaliah Tiktin, geboren am 24. Dezember 1764 in Schwersenz; gestorben am 27. Dezember 1820 in Breslau) war Talmudist und seit 1816 Oberlandesrabbiner in Breslau.
Tiktin wurde 1811 in Glogau zum Rabbiner berufen. Am 5. September 1816 ernannte König Friedrich Wilhelm III. ihn per Reskript zum Landesrabbiner für die Provinz Schlesien mit Sitz in Breslau. Tiktin bekleidete diese Position bis zu seinem Tode.
Tiktin war der Verfasser mehrerer Bücher, von denen jedoch nur eines mit dem Titel Petaḥ ha-Bayit (1820) in Druck erschien, wobei es sich um eine Abhandlung zum Schulchan Aruch handelte.